# Kamienna Góra (gemeente)
De gemeente Kamienna Góra is een landgemeente in het Poolse woiwodschap Neder-Silezië, in powiat Kamiennogórski.
De zetel van de gemeente is in miasto Kamienna Góra.
Op 30 juni 2004 telde de gemeente 8663 inwoners.

## Oppervlakte gegevens
In 2002 bedroeg de totale oppervlakte van gemeente Kamienna Góra 158,1 km², waarvan:
- agrarisch gebied: 60%
- bossen: 32%

De gemeente beslaat 39,91% van de totale oppervlakte van de powiat.

## Demografie
Stand op 30 juni 2004:
| Omschrijving                   | Totaal | Totaal | Vrouwen | Vrouwen | Mannen | Mannen |
| ------------------------------ | ------ | ------ | ------- | ------- | ------ | ------ |
| eenheid                        | aantal | %      | aantal  | %       | aantal | %      |
| inwoners                       | 8663   | 100    | 4328    | 50      | 4335   | 50     |
| bevolkingsdichtheid (inw./km²) | 54,8   | 54,8   | 27,4    | 27,4    | 27,4   | 27,4   |

In 2002 bedroeg het gemiddelde inkomen per inwoner 1473,16 zł.

## Plaatsen
Czadrów, Czarnów, Dębrznik, Dobromyśl, Gorzeszów, Janiszów, Jawiszów, Kochanów, Krzeszów, Krzeszówek, Leszczyniec, Lipienica, Nowa Białka, Ogorzelec, Olszyny, Pisarzowice, Przedwojów, Ptaszków, Raszów, Rędziny, Szarocin.

## Aangrenzende gemeenten
Czarny Bór, Janowice Wielkie, Kamienna Góra, Kowary, Lubawka, Marciszów, Mieroszów, Mysłakowice